# Уебкаст
Уебкаст (на английски: webcast) или интернет предаване e вид медийно предаване, което се разпространява и гледа / слуша на живо или на запис чрез разпространяването на медиен файл по Интернет, и по-конкретно чрез видео стрийминг на едно и също съдържание към много слушатели / зрители едновременно. Уебкастът може да бъде или дистрибутивен, или да бъде ползван при поискване. Като цяло уебкастът е „предаване“ по Интернет. Съществуващите уебкастове включват радио и телевизионни станции, които са предавани по Интернет, както и чисто интернетски „станции“. Терминът уебкастинг обикновено се отнася за неинтерактивни линейно потокови предавания или събития. Правните и лицензиращи органи предлагат специални „уебкастинг лицензи“ на желаещите да осъществят интернет предавания използвайки материали с регистрирани авторски права.
Уебкастинг е също широко използван и в пазарния сектор за връзки и презентации между инвеститори (като годишни срещи например), в електронното обучение (да се предават семинари), и за подобни дейности свързани с комуникация. Обаче уебкастингът не носи много, или почти никаква връзка с уеб конференцията, която е създадена като двустранен метод за комуникация между множество обекти и от двете страни на връзката.
Възможността за уебкастиг чрез използване на евтина/достъпна технология позволи на независимите медии да процъфтяват. Има много забележими независими шоута, които излъчват редовно онлайн. Често създадени от обикновени граждани в техните домове те покриват много интереси и теми. Уебкастовете свързани с компютри, технологии и новини са особено популярни и много нови шоута се добавят редовно.
Уебкастингът се различава от подкастинга по това, че уебкастингът е живо предаване, докато подкастинга просто се отнася до медия файлове качени в итернет.

## История
Уебкастът представлява разпространение на „медиа“ файлове чрез интернет. Първият уебкаст еквивалент на концерт разпространяван чрез интернет и един от най-ранните примери за уебкастинг е дело на Apple Computer's Webcastin Group съвместно с предприемачите Майкъл Дорф и Андрю Расиедж. Заедно с Дейвид Пакман от Apple те стартират Музикалния фестивал Макинтош Ню Йорк от 17 – 22 юли 1995. По време на събитието чрез интернет се предава аудио от повече от 15 клуба в Ню Йорк. Година по късно на 10 юни 1996 Apple излъчват чрез интернет концерт на Metallica на живо от клуб Sims в Сан Франциско.
През 1992 Марк Скарпа излъчва „Agrippa – The Transmission“, масова интернет кампания, която предава до персоналните компютри на потребителите уникална история, която се самоунищожава, след като бъде прочетена.
Един от първите примери за аудио и видео уебкаст е излъчен през 1995 от Бенфорд Стандли.
На 31 октомври 1996 британската рок банда Caduseus предава едночасов концерт от 23:00 до 00:00 (UT) от Селтик, Уелс, Обединеното кралство. Това е първият път, в който едновременно се излъчва видео и аудио и се разпространява по света посредством 20 „огледала“ в над 20 държави.
През 1996 Apple излъчват онлайн запис на церемонията по връчване на наградите Грами. През същата година пионерът в дигиталните технологии Марк Скарпа излъчва на живо чрез интернет Концерт за Тибетска свобода, организиран от Адам Якх, което ще предопредели формата на предаванията за социални промени.
Стартът на кампанията UK NetYear през януари 1997 е излъчен по интернет от Лондон. Продуциран от Chelgate, това е вторият по рода си „уебкаст“, излъчен от Обединеното кралство, първият е концерт на Дейвид Боуи няколко месеца по-рано. Събитието е наблюдавано само от шепа хора, въпреки че е излъчвано едновременно от сателити от Лондон до Глазгоу, Кардиф и Белфаст включително и 23 училища из цялата страна.
През 1997, официалната телевизия на Небраска за първи път стартира предаване, излъчвано по интернет. Предаването се казва „Big Red Wrap“ и се излъчва от Линкълн, шата Небраска. Водещ на предаването е Бил Долеман, продуцент Джим Кармайкъл. Предаването се излъчва и до днес. То се фокусира върху основните моменти от мачовете на „Cornhuskers“, пресконференции на треньорите, анализи от спортни журналисти, както и интервюта със специалния гости и отговаря на въпроси на зрителите. Интернет потребителите могат да задават своите въпроси по електронна поща. След края на предаването Дороти МакГарет с част от продуцентския екип провеждат интерактивна чат сесия с гостите и водещите. Главният продуцент на предаването заявява „За нас, хората от Nebraska ETV, със съдействието на Университета на Небраска е изключително вълнуващо да се възползваме от възможностите, които предоставят последните технологии в областта на комуникацията и да предоставим на „Големите червени фенове“ из цялата страна това предаване. Чрез нашите усилия се надяваме да достигнем по широк кръг публика, на която да предоставим информация за футбола на Небраска“.
През ноември 1997 кметът на Ню Йорк, Рудолф Джулиани става първият избран представител на властта, който предава по интернет речта си по встъпване в длъжност. Марк Скарпа продуцира уебкаста, като впоследствие е помолен да възстанови „Синята зала“ на Нюйоркското кметство с цел залата да се превърне в място, от което едновременно да се предават на живо ежедневните пресконференции по интернет, радио и телевизия.
На 28 март 1998 година за първи път в историята чрез интернет се излъчва професионален футболен мач, четвърт финала между Спартак Москва и Аякс Амстердам. Предаването се излъчва от Москва, и се предава чрез сателит до Ростон, VA Studios of „TVontheweb“, дъщерна фирма на PSINet. В студиото се добавя и коментар на играта, след което сигналът се компресира и предава на живо по интернет. Мачът завършва с победа на Спартак Москва и с общ резултат от 4 – 1 те продължават напред в турнира. Измерването на рейтинг е невъзможно, но докладите за трафика по време на мача показват над 10 000 уникални посещения на сайта.
Един от значимите уебкастове се излъчва през септември 1999 година по време на старта на кампанията NetAid, която има за цел да популяризира използването на интернет в най-бедните страни по света. Три големи концерта – концерт от стадион Уембли с участието на изпълнители от ранга на Роби Уилямс и Джордж Майкъл, концерт от Ню Йорк с участието на Боно от U2 и Уайклиф Джийн и трети концерт от Женева се излъчват едновременно по BBC, MTV и Интернет.
През 1999 на 8 ноември отново Марк Скарпа продуцира първият уебкаст с участието на президента Бил Клинтън. Предаването се казва „Кметството“ с водещ е Ал Форм от Excite@Home Network в сътрудничество със Съвета на лидерите на Демократите. Това е първата и единствената програма по рода си, проведена в президентската библиотека. През същата година Скарпа излъчва и фестивала Уудсток, което е най-мащабното излъчване на музикално събитие за 20 век, наблюдавано от 2,4 милиона участници, което многократно превъзхожда 140-те хиляди души, закупили билети за фестивала.
По време на бомбените атентати в Лондон през 2005 г. AOL твърдят, че са имали повече от 170 000 зрители едновременно (достигащи до 400 kb/s), BBC също съобщават подобни данни (достигащи 10 Gbit/s). След 1995 увеличаването на интернет трафика почти се удвоява с всяка изминала година и е пряко свързан с проникването на услугата.
Днес уебкаст технологията се използва все по-често и от начинаещи потребители. Уебкастът на живо дава възможност да се провеждат презентации, бизнес срещи и семинари за тези, които предпочитат телекомуникацията пред посещението на живо. Сайтове, предлагащи подобни услуги, предоставят достъпна алтернатива за посещението на публични прояви, като по този начини правят възможен достъпа за всеки с интернет връзка.
Предаването на спортни събития, местни и национални, също се превръща в един от най-често срещаните типове уебкаст. Що се отнася до не толкова популярните спортни събития, като второстепенни лиги, училищни мачове и т.н. уебкастът им позволява да достигнат до по-широк кръг публика като алтернатива на стандартното телевизионно и радио излъчване.
Буквално всички основни световни радио и телевизионни медии имат уебкаст на програмите си. Пример за това в телевизията са BBC, CNN, AlJazeera UNTV, както и радио програмите като Radio China, Vatican Radio, United Nations Radio и др.

## Произход на термина
„Уебкастинг“ е публично описан и представен за пръв път от Брайън Райла от GTE Laboratories през 1989 на InterTainment '89 проведено в Ню Йорк, САЩ. Райла забелязва, че не е необходимо зрител/слушател да изтегли изцяло една програма, за да види/слуша част от нея, докато приемащото устройство („клиентски компютър“) би могло да получава и да представя данните с течение на времето, като това става по-бързо, отколкото потребителят може да забележи (ако скоростта на предаване е дестатъчна). Райла използвал терминът „буферирана медия“, за да опише тази концепция.
Към Райла се присъединява и Джеймс Пасчетто от GTE Laboratories, за да демонстрират допълнително концепцията. Пасчетто е автор на първия работещ прототип на стрийминг медия, който Райла демонстрира на есенната среща на Voice Mail Association of Europe през октомври 1995 г., в Монтрьо, Швейцария. Visual Data, сега известна като Onstream Media, е първата компания, реализирала видео уебкастинг през юни 1993 г. с HotelView, туристическа библиотека от две-минутни клипове с участието на хиляди хотели в света.
На 4 ноември 1994 г., Стеф ван дер Зийл за първи път разпространява на живо видео изображения в мрежата от Симплон в Гронинген. На 7 ноември 1994, WXYC, радиостанцията на Университета на Северна Каролина в Чапъл Хил, става първата радиостанция в на света, излъчила своя сигнал по интернет.
Терминът уебкастинг е въведен (в началото / средата на 1990), когато уебкаст/стрийминг пионерите Марк Kюбан (Audionet), Хауърд Гордън (Xing Technologies), Уилиам Мючуъл (ITV.net), Крейг Шмайдер (Applied Media Resources) и Пеги Майлс (InterVox Communications) се събрали с цел да изберат термин за описание на технологията за разпространение на аудио и видео в мрежата, който може да е смислен. Отначало бил взет под внимание терминът „неткастинг“, но съществувала компания, наречена NetCast, така че терминът бил отхвърлен. За термина били проведени дискусии и с Националната асоциация на радио и телевизионните оператори (National Association of Broadcasters).

## Уедкаст
A уедкаст е уебкаст от сватба. Той позволява на семейството и приятелите на двойката, да гледат сватбата в реално време в Интернет. Това понякога се използва за сватби в екзотични места, като например Канкун и Ривиера Мая, Хавай или на Карибите, за които това е много скъпо или трудно за хората да пътуват, за да видят сватбата лично. Предполага се, че първата сватба между Алан Кнехт и Кари Силвърман е излъчена на 13 август 1998 г.
Първата сватба, състояла се от разстояние, се провежда на 31 декември 1998. Тогава Дале Фикен и Лори Скаранджела сключват брак докато се намират в църква в Пенсилвания, а Джери Фауел, човекът, който сключва брака, се намира в своя офис в Лънчбърг Вирджиния.
Уебкастинг на погребение също е услуга, предоставяна от някои погребални домове. Въпреки че тя е била наоколо в продължение на десетилетие, по-евтин широколентов достъп, финансовото напрежението от пътуване, и разгръщане в Ирак и Афганистан съвкупно са довели до скорошно увеличение на този феномен.
|  | Тази страница частично или изцяло представлява превод на страницата Webcast в Уикипедия на английски. Оригиналният текст, както и този превод, са защитени от Лиценза „Криейтив Комънс – Признание – Споделяне на споделеното“, а за съдържание, създадено преди юни 2009 година – от Лиценза за свободна документация на ГНУ. Прегледайте историята на редакциите на оригиналната страница, както и на преводната страница, за да видите списъка на съавторите. ВАЖНО: Този шаблон се отнася единствено до авторските права върху съдържанието на статията. Добавянето му не отменя изискването да се посочват конкретни източници на твърденията, които да бъдат благонадеждни. |